# Ежманице-Здруй (станция)
Ежманице-Здруй (пол. Jerzmanice-Zdrój) — грузовая (по 2009 год пассажирская и грузовая) станция в д. Ежманице-Здруй в гмине Злоторыя, в Нижнесилезском воеводстве Польши. Имеет 2 платформы и 2 пути.
Товарно-пассажирская станция была построена в 1895 году, когда деревня Ежманице-Здруй (нем. Bad Hermsdorf) была бальнеотерапевтическим курортом в составе Королевства Пруссия.
Теперь станция Ежманице-Здруй обслуживает грузовые путешествия на линиях: 
- Ежманице-Здруй — Легница,
- Ежманице-Здруй — Марцишув (гмина Марцишув).